# Gatorade Sports Science Institute
O Gatorade Sports Science Institute (GSSI) é um centro de pesquisa e ensino criado em Barrington, no Estado americano de Illinois, para compartilhar informações e ampliar o conhecimento sobre nutrição esportiva e a ciência do esporte. Sua missão é ajudar os atletas a aperfeiçoarem sua saúde e desempenho através de pesquisas e ações educacionais sobre hidratação e nutrição esportiva.
Renomados cientistas , pesquisadores, médicos, técnicos, treinadores, nutricionistas e esportistas de vários países assessoram o GSSI e participam da sua atuação na área de medicina esportiva, desenvolvendo pesquisas  sobre a composição de bebidas esportivas, sua funcionalidade e ação esperada nos profissionais do esporte, além da prevenção da desidratação e das doenças provocadas pelo calor e perda de minerais no organismo.
Mundialmente, mais de 100.000 profissionais ligados as área de medicina, nutrição e esporte, recebem informações e publicações elaboradas pelo GSSI em cerca de 140 países. No Brasil, o comitê é representado pelo Dr. Victor Matsudo e pela Dra. Flávia Meyer.

## História
O GSSI foi fundado em 1988 pela Gatorade Company, empresa pertencente a Quaker Oats Company que produz o repositor hidroelítico Gatorade.

### Cronologia
- 1985 - Fundação do laboratório de Fisiologia do Exercício da Gatorade.
- 1988 - Fundação do Instituto Gatorade de desenvolvimento de Ciências do Esporte, 1ª Reunião da BASE (Board of Advisors ins Science and Education) e publicação do 1° volume do periódico "Sports Science Exchange".
- 1991 - Lançamento do GSSI na Europa.
- 1992 - 1ª Conferência do GSSI na América do Norte.
- 1993 - Lançamento do GSSI na América Latina.
- 1995 - Lançamento do GSSI na Ásia.
- 1997 - Primeiro encontro da BASE na América Latina.

## Atividades Desenvolvidas pelo GSSI
Sports Science Exchange 
- Informativo científico trimestral que leva a profissionais da atividade física, medicina e nutrição esportiva, estudos e pesquisas sobre temas relevantes ligados às ciências do esporte.

GSSI News 
- Traz textos locais e informações sobre congressos e workshops promovidos pelo Instituto, além da participação em eventos ligados a esporte e nutrição.

GSSI Speaker 
- Renomados profissinais representando o Instituto em eventos e encontros da área.

Programas Educacionais 
- Workshops que disponibilizam informações aos profissionais da área de medicina e nutrição esportiva, professores, treinadores e atletas.

Mesa redonda com Especialistas 
- Publicação com artigos sobre temas da atualidade comentado por experts. Aborda temas como lesões, exercício, meio ambiente, nutrição esportiva, condicionamento físico, exercícios em grupo, fisiologia a bioqúimica.